# C/1881 K1
La Grande comète de 1881 (C/1881 K1), parfois appelée Comète Tebbutt, est une comète découverte par l'astronome amateur australien John Tebbutt le 22 mai 1881 à Windsor en Nouvelle-Galles du Sud.

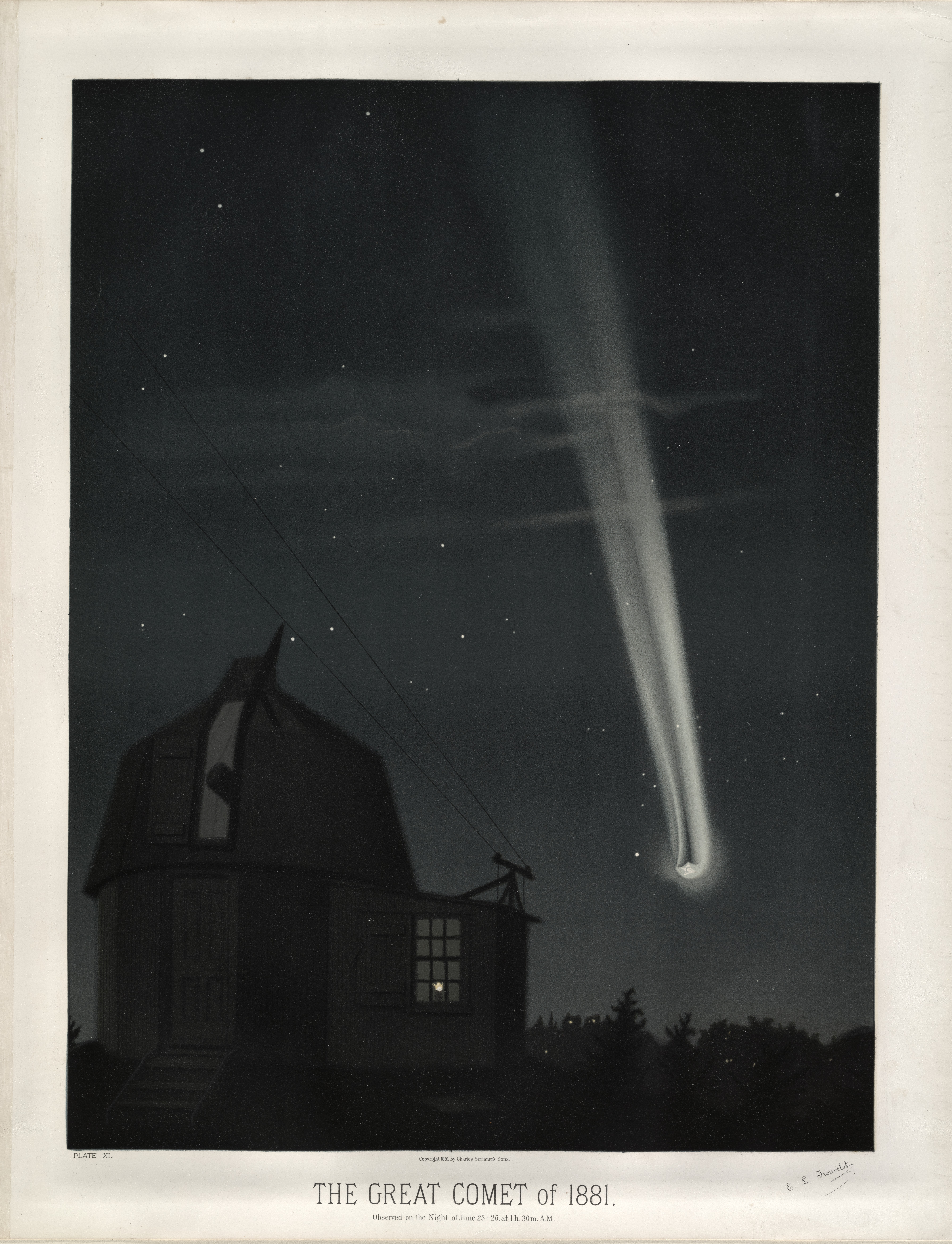

C'est la première comète dont des photographies montrant à la fois le noyau et la queue ont été obtenues, d'abord la même nuit (24 juin 1881) indépendamment par Andrew Ainslie Common et Henry Draper, puis le 30 juin 1881 par Jules Janssen à l'observatoire de Meudon. 
Elle est observée dans l'hémisphère sud avant de devenir visible dans l'hémisphère nord à partir du mois de juin.
Elle présentait une queue de 20°, sa magnitude culminant à 1.
Camille Flammarion observera la comète jusqu'au début du mois de septembre dans les Alpes, grâce à une atmosphère pure, entre 1000 et 2000 mètres d'altitude. 
John Tebbutt est également le découvreur d'une autre grande comète en 1861 (C/1861 J1).

## Sources
1. Observation détaillée de la comète, Annales de l'Observatoire Royal de Belgique
2. (en) Éléments orbitaux, JPL
3. Les Grandes comètes du passé